# Parallel Lines
Parallel Lines é o terceiro álbum de estúdio da banda estadunidense Blondie, lançado em Setembro de 1978.
Foi o disco mais popular da banda e o mais vendido. Contém diversos êxitos, "Heart of Glass" "Hanging on the Telephone" (uma cover do The Nerves), "Sunday Girl" e "One Way or Another". O álbum foi colocado na revista Rolling Stone na lista dos 500 melhores álbuns de todos os tempos, e vendeu mais de 20 milhões de cópias em todo o mundo.
O disco atingiu o nº 6 do Pop Albums.

## Faixas
Lado 1
1. "Hanging on the Telephone" (Jack Lee) – 2:17
2. "One Way or Another" (Nigel Harrison, Deborah Harry) – 3:31
3. "Picture This" (Jimmy Destri, Harry, Chris Stein) – 2:53
4. "Fade Away and Radiate" (Stein) – 3:57
5. "Pretty Baby" (Harry, Stein) – 3:16
6. "I Know But I Don't Know" (Frank Infante) – 3:53

Lado 2
1. "11:59" (Destri) – 3:19
2. "Will Anything Happen" (Lee) – 2:55
3. "Sunday Girl" (Stein) – 3:01
4. "Heart of Glass" (Harry, Stein) – 3:45
5. "I'm Gonna Love You Too" (Joe B. Mauldin, Norman Petty, Niki Sullivan) – 2:03
6. "Just Go Away" (Harry) – 3:21

## Créditos
- Deborah Harry – Vocal
- Chris Stein – Guitarra
- Frank Infante – Guitarra
- Jimmy Destri – Teclados
- Nigel Harrison – Baixo
- Clem Burke – Bateria
- Robert Fripp – Guitarra em "Fade Away and Radiate"